# Apanteles merus
Apanteles merus är en stekelart som beskrevs av Kotenko 1992. Apanteles merus ingår i släktet Apanteles och familjen bracksteklar. Inga underarter finns listade i Catalogue of Life.